# Гудогайский сельсовет
Гудога́йский сельсовет — административная единица на территории Островецкого района Гродненской области Белоруссии. Административный центр сельсовета — агрогородок Палуши (с 2013), посёлок Гудогай (1940—2013).
В 2013 году в состав сельсовета вошли 12 населённых пунктов упразднённого Островецкого сельсовета. 

## Состав
Гудогайский сельсовет включает 55 населённых пунктов:
- Бабичи — деревня
- Байканы — деревня
- Бликаны — хутор
- Большие Пущевые — деревня
- Вавераны — деревня
- Викторишки — хутор
- Германишки — деревня
- Градовщизна — деревня
- Груздовщизна — деревня
- Гудогай — посёлок
- Гудогай — деревня
- Гуры — деревня
- Дайновка — деревня
- Дегенево — деревня
- Дирмуны — деревня
- Древеники — деревня
- Едоклани — деревня
- Задворники — деревня
- Захаришки — деревня
- Изабелино — деревня
- Индрубка — деревня
- Казаки — хутор
- Кеждуны — деревня
- Келейти — деревня
- Кермеляны — деревня
- Кондраты — деревня
- Кумпяны — деревня
- Липки — деревня
- Липнишки — деревня
- Лозовка — деревня
- Лоша — деревня
- Мали — агрогородок
- Малые Пущевые — деревня
- Мацканы — деревня
- Мешкути — деревня
- Микшаны — деревня
- Миндяны — деревня
- Новики — деревня
- Ольгиняны — деревня
- Палуши — агрогородок
- Поракити — деревня
- Радюли — деревня
- Росолы — деревня
- Рукшаны — деревня
- Рымуни — деревня
- Рябиновка — хутор
- Селищи — деревня
- Сибирок — хутор
- Слободка — деревня
- Смилги — деревня
- Сосновка — хутор
- Трайги — деревня
- Филипаны — деревня
- Шунелишки — деревня
- Яросишки — деревня

Упразднённые населённые пункты на территории сельсовета: 
- хутор Веселая

- хутор Войшнаришки

- хутор Галиция

- хутор Дайнова

- хутор Каменка

- хутор Лабели

- хутор Новосады

- хутор Олесино

- хутор Сержанты

- хутор Стасюкишки